# Spáč ve zvěrokruhu
Spáč ve zvěrokruhu je román českého spisovatele Jana Weisse. Děj románu, který poprvé vyšel roku 1937, je zasazen do prostředí továrny na výrobu koberců v českém Žlábku v době světové hospodářské krize a odehrává se během jediného roku. Román sleduje osudy hlavní postavy, Václava Rebendy, který svůj život řídí podle koloběhu přírody – na jaře se probouzí s mentalitou dítěte, v průběhu roku dospívá a na zimu se ukládá k zimnímu spánku. Literární historik Vilém Kmuníček označil toto dílo za tvárně vyspělejší dvojče románu Škola zločinu.

## Děj
Majitel firmy na výrobu koberců, Filip Lebduška, má tři dcery a devítiletého syna Albína, kterému najímá vychovatele z řad svých zaměstnanců, aby ho naučili počítat. Vychovatelé však u zdánlivě hloupého syna téměř nikdy nic nezmůžou a ze své funkce bývají záhy propuštěni. Stejně je na tom i Jan Kizewetr, který Albínovi údajně řekl, že je pitomý. Na jeho místo nastupuje chudý, ale poctivý Václav Rebenda, kterému se podaří vybudovat si s Albínem přátelský vztah. Albín se mu svěřuje, že není spokojený se svým jménem a že by se chtěl jmenovat Jiřík. Václav mu rád vyjde vstříc. Lebduška, Albínův otec, je však s Václavem nespokojený, neboť syna stále nic nenaučil, až se Albín Václavovi svěří, že už dávno umí číst i psát, ale před vychovateli předstíral hloupého, neboť se jim mstil za jejich povýšenost.
Aby si Václav obhájil své místo vychovatele, musí Albín projít veřejnou zkouškou před celou rodinou a dokázat, že ho Václav opravdu učí. Během zkoušky Václav zakáže, aby Albína mučili s počty, kterým nerozumí, a místo toho všechny poprosí, aby mu diktovali věty, které bude psát na tabuli. Albín píše bezchybně, dokonce zarecituje básničku, kterou sám složil, a Lebduška je dojatý. Když se však podepíše jako Jiřík, vyvolává to v rodině velký rozruch. Albín všem vysvětlí, že jako Albín byl nazýván idiotem, ale když je nyní Jiříkem, je chytrý. Albínovo vystoupení zapůsobí také na Lebduškovu devatenáctiletou dceru Pavlu, která se Václavovi svěří, že dosud odmítala všechny nápadníky, neboť jí ani jeden z nich nerozuměl. Sblíží se spolu a Pavla začne s Václavem spolupracovat na vydávání závodního časopisu, zatímco Albín se nyní učí sám.
Generální ředitel a vdovec po Lebduškově nejstarší dceři, Oždiján, odjíždí kvůli zakázce na koberce do Ruska. Protože se dlouho nevrací, je za ním vyslán Václav, který ho najde v hotelu, skrývajícího se před odposlechem. Oždiján, spolčený s alchymistou Kopirinem, který se snaží vpustit do koberců jed na zabíjení Židů, se dozvídá o jeho zradě a vrací se s Václavem domů. Následně spáchá sebevraždu. Václav po svém návratu z Ruska tráví kvůli starostem ohledně zimního spánku stále méně času s Albínem. Albína to velmi trápí, chce se Václavovi jakkoli zavděčit a zlobí se na něho. Touží po lásce přísné a slepé matky, která ho zavrhuje.
Václav uléhá k zimnímu spánku u své tety na faře. Román končí na jaře dalšího roku, kdy ho na faře vypátrá Pavla. Bere ho k sobě domů a vypráví mu, jak se nyní mají Jiřík s maminkou rádi.

## Přijetí díla a interpretace
V kontextu autorovy tvorby bylo vydání románu Spáč ve zvěrokruhu Weissovou první odezvou po čtyřleté odmlce. Podle literárního kritika Antonína Matěje Píši značí Spáč ve zvěrokruhu výrazný mezník na autorově dráze. Podal zde totiž důkaz, jak se konkrétně vyhraňovalo jeho společenské vědomí a jak se aktivně jevil jeho společenský zájem podle kritické společenské situace. Chválí zejména autorovu schopnost znázornit drama povah a vztahů pomocí vzrušujícího výjevu a dobrodružného příběhu a dodává, že po příkladu vynikajících předchůdců uměl Weiss tehdy i později spojit pohled v tajemství lidské psychiky spolu se svou vynalézavostí.
Podle literárního historika a kritika Františka Götze patří tento román mezi Weissova nejlepší díla, a to nejen díky autorovu smyslu pro nevysvětlitelné zázraky v moderním světě. Na druhou stranu mu však vytkl, že měl mnohem intenzivněji rozvinout postavu Václava Rebendy.
Výrazným tématem díla je nejen podléhání změnám ročních období, ale také nezaměstnanost inteligence vystudované i nedostudované a odsouzení jejích schopností. Podle literárního kritika Antonína Matěje Píši továrník Lebduška představuje tzv. baťovský model, neboť ve své továrně na výrobu koberců zaměstnává výhradně nedostudované intelektuály, z nichž si vybírá nejen ženichy pro své dcery, ale také vychovatele pro zdánlivě hloupého syna Albína. Píša v tomto činu shledává pomstu za vlastní neúspěch Filipa Lebdušky ve škole. Dle něho také autor pomocí hlavní postavy demaskuje „počtářské sobectví a rozumářskou zprahlost, licoměrnost a lež, nespravedlnost i nelidskost toho zestárlého světa, ve kterém se jeho hrdina pohybuje.“ Literární historik Vilém Kmuníček v této souvislosti poukazuje také na autorovu znalost prostředí a ovzduší továrny spolu s vědomostmi o výrobě koberců. Tyto znalosti údajně získal díky svým příbuzným, kteří byli zaměstnáni na různých místech v brněnské Klazarově továrně, a díky svému bratru Josefovi, který autora seznamoval s technikou tkaní žakárů.   

## Adaptace
Román Spáč ve zvěrokruhu inspiroval roku 1968 režiséra Leopolda Laholu k natočení filmu Sladký čas Kalimagdory. Literární historik Vilém Kmuníček ovšem ve své studii uvádí, že Jan Weiss po jeho zhlédnutí poznamenal, že „je to pěkné, ale není to spáč.“